# Jáki Rezső
Jáki Rezső (Fertőboz, 1946. június 10. – Tatabánya, 2002. november 4.) geológus-mérnök, hidrogeológus szakmérnök, a Tatabányai Bányák Vállalat osztályvezető főgeológusa.

## Élete
A Sopron megyei Fertőbozon született, általános iskolai és gimnáziumi tanulmányait a közeli Sopronban végezte. 1964-ben felvételt nyert a miskolci Nehézipari Műszaki Egyetem Bányamérnöki Karának bányageológus mérnöki szakára. Érdeklődése már az egyetem első évében a hidrogeológia felé irányult.
1969-ben a Tatabányai Szénbányák Távlati- és Műveléstervezési Osztályán vállalt munkát, ahol feladata a tatabányai bányaüzemek hidrogeológiai viszonyainak feltárása és a karsztvíz elleni hatékonyabb védekezés kidolgozása volt. 1974 és 1978 között a Bányaföldtani Osztályon hidrogeológiai fúrások tervezésével, irányításával és az innen származó adatok rendszerbe foglalásával foglalkozott, eközben 1976-ban hidrogeológus szakmérnöki oklevelet is szerzett. 1978-ban a Bányászati Szolgáltató Üzem részlegvezetője lett, de 1979-től már a Nagyegyházi Bányaüzem főgeológusaként dolgozott, ahol bányabeli fúrásokat irányított és vízbetörések elhárításán munkálkodott. Munkája során folyamatos továbbképzéséről sem feledkezett meg, 1985-ben korábbi egyetemén doktori fokozatot szerzett. Miután Nagyegyházán bezárták a bányát, 1988-ban a Tatabányai Bányák Vállalat osztályvezető főgeológusává nevezték ki. Ugyanebben az évben Jáki állította össze a Tatabányai Múzeum ásvány- és ősmaradvány gyűjteményét a vállalat tulajdonában álló kőzetekből és ásványokból. A rendszerváltás után vállalatát átszervezték, de annak jogutódjainál folyamatosan vezető beosztásokat töltött be. Így osztályvezetője, illetve főgeológusa volt a Tatabányai Energetikai Termelő és Szolgáltató Kft.-nek és a Vértesi Erőmű Rt. Bányászati Igazgatóságának is.
Szakmai tudásának köszönhetően részt vett az Országos Magyar Bányászati és Kohászati Egyesület és a Magyarhoni Földtani Társulat munkájában, valamint öt éven keresztül működött a Tatabányai Barlangkutató Csoport titkáraként is. A Főgeológusok Társaságának vezetőjeként is dolgozott, szervezte annak konferenciáit és ezek keretében rendszeresen előadásokat is tartott.
Földi maradványait 2002. november 9-én helyezték végső nyugalomra a tatabányai Sikvölgyi Temetőben.

## Díjai, elismerései
- Földtani Kutatás Kiváló Dolgozója, 1978
- Kiváló Dolgozó, 1980, 1982 és 1984
- Tatabányai Bányákért elismerés, 1993
- Szent Borbála-érem, 1997